# Дашкесан (місто)
Дашкасен (азерб. Daşkəsən) — місто, муніципалітет та столиця Дашкесанського району Азербайджану. Населення становить 10 566 осіб. Муніципалітет складається з міста Дашкесан і села Алунітдаг.

## Етимологія
Назва міста означає Скелеріз в азербайджанській мові, де daş — означає камінь і kəsən вкорінений в дієслові kəsmək, «різати», таким чином, маючи на увазі те місце, де була зламана скеля.

## Історія
Дашкесанські гори довгий час використовувалися як пасовища. Тут і в Хошбулазі знаходяться найкрасивіші пасовища Південного Кавказу. Хошбулаг був заселений первісними людьми кам'яного віку, основним заняттям яких було полювання. У 3 столітті до нашої ери на пасовища Хошбулаг піднялися люди, які займалися тваринництвом. Традиція дотримується і сьогодні. Дашкесанські літні пасовища знаходяться на висоті 2000 м від рівня моря. Тут оселилися різні племена, що розводили тварин, та будували невеликі вежі, схожі на циклопів, щоб захиститися від нападів. З цього часу Дашкесан повернувся до місця поселення.
Пам'ятки курганного типу поховання, знайдені під час археологічних розкопок, проведених у 1959—1960 рр. на місцях давнього поселення в Дашкесані, свідчать про те, що люди використовували цю територію як літні пасовища, а влітку на ці пасовища був лише один шлях — північний схід, долина річки Кур.
Середньовіччя в Дашкесані характеризується розвитком культурної роботи.

Згідно з переписом населення Російської імперії 1897 року Дашкенс (Кархат) — вірменське село з населенням 544 особи

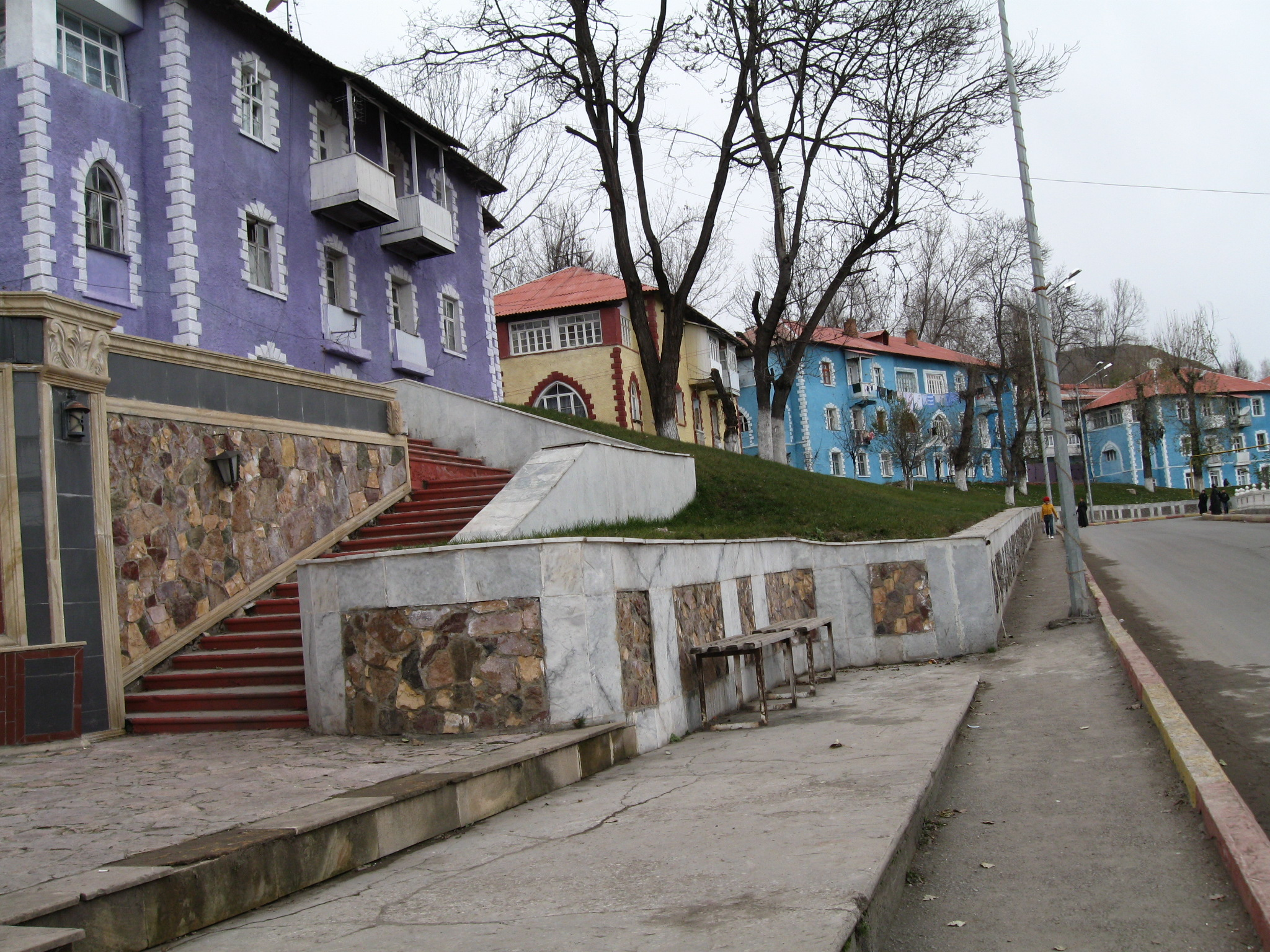
Приклади німецьких багатоквартирних будинків у Дашкесані.

Після Другої світової війни Дашкесан перетворився на промислове місто завдяки видобутку залізної руди. Почало формуватися на базі тимчасового поселення будівельників і невеликого гірничого поселення, що виникло в період підготовки до розробки найбагатших родовищ залізної руди промислового значення. У 1948 році отримав статус міста.
Дашкесанський край дуже багатий на природні ресурси. У період Радянського Союзу активно експлуатувалися так звані стратегічні продукти регіону — залізний камінь, алюміній, кобальт, мармур та інші.
Багато будівель у сучасному Дашкесані були побудовані німецькими військовополоненими під час Другої світової війни. Робітників, які загинули під час будівництва міста, поховано на німецькому цвинтарі вздовж дороги між Дашкесаном і Ґандже.

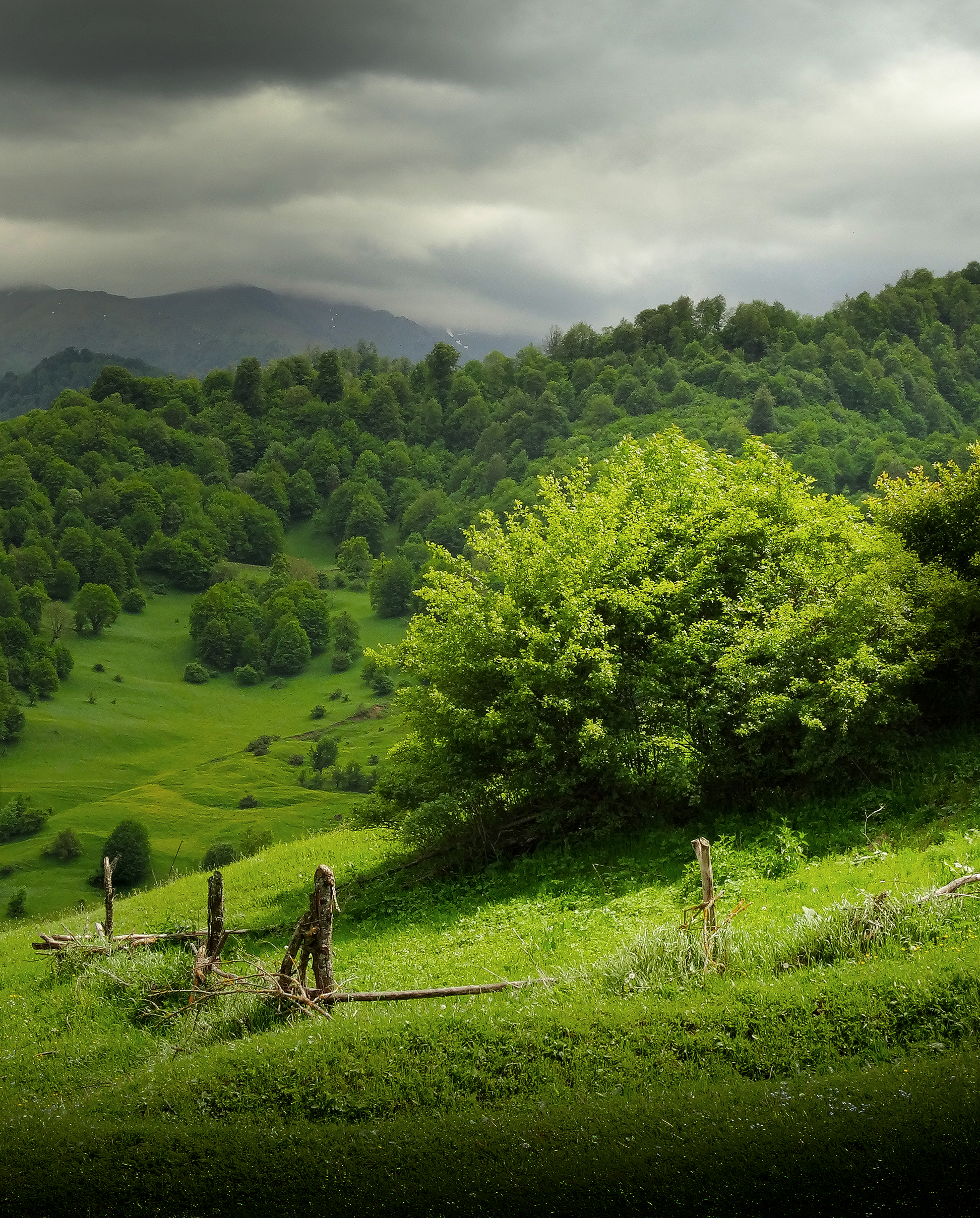
Природа Дашкесану

## Демографічні показники
За даними перепису населення 2009 року, у місті проживає 10 566 осіб. З них 5141 чоловік і 5425 жінок.
| Рік  | Чисельність | Чисельність |
| ---- | ----------- | ----------- |
| 2009 | 10 566      | [ 1 ]       |

## Культура
Функціонують: Центральна бібліотека та міська бібліотека № 1 міста, Дашкесанська міська дитяча художня школа, Дашкасанський історико-етнографічний музей, Дашкесанський районний центр Гейдара Алієва, Дашкасанська державна художня галерея,  Дашкесанський міський дитячий садок № 2, Дашкесанські міські діти, ДЮСШ, Дашкесанський районний центр культури.

## Освіта
У місті працює Дашкесанська міська загальноосвітня школа № 1 імені І.Насімі, Дашкесанська міська загальноосвітня школа № 2 імені А.Мурсалова, Дашкесанська міська загальноосвітня школа № 3 імені Н.Наріманова та Дашкесанська міська загальноосвітня школа № 4 імені С. Вургун.

## Галерея

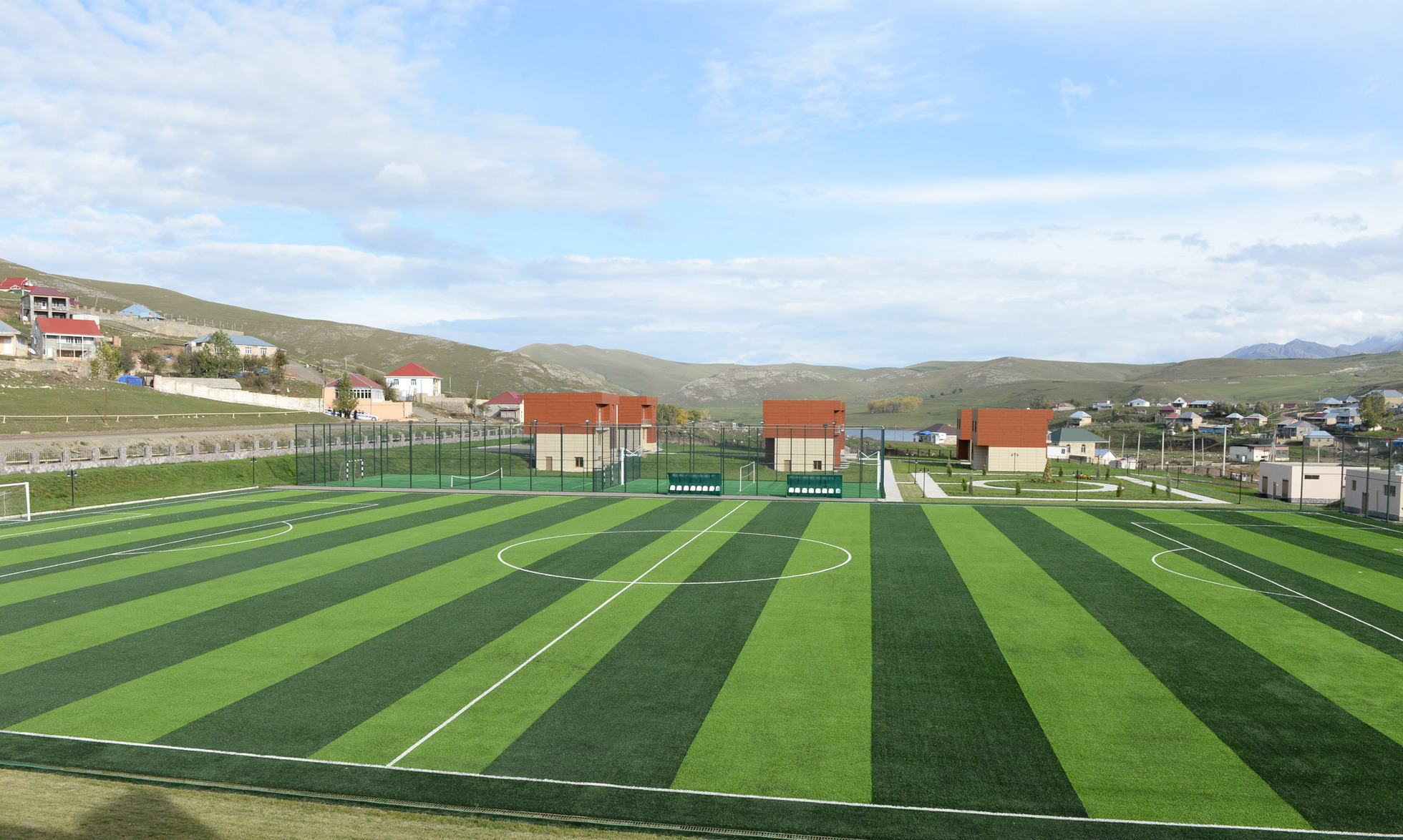
Футбольний стадіон
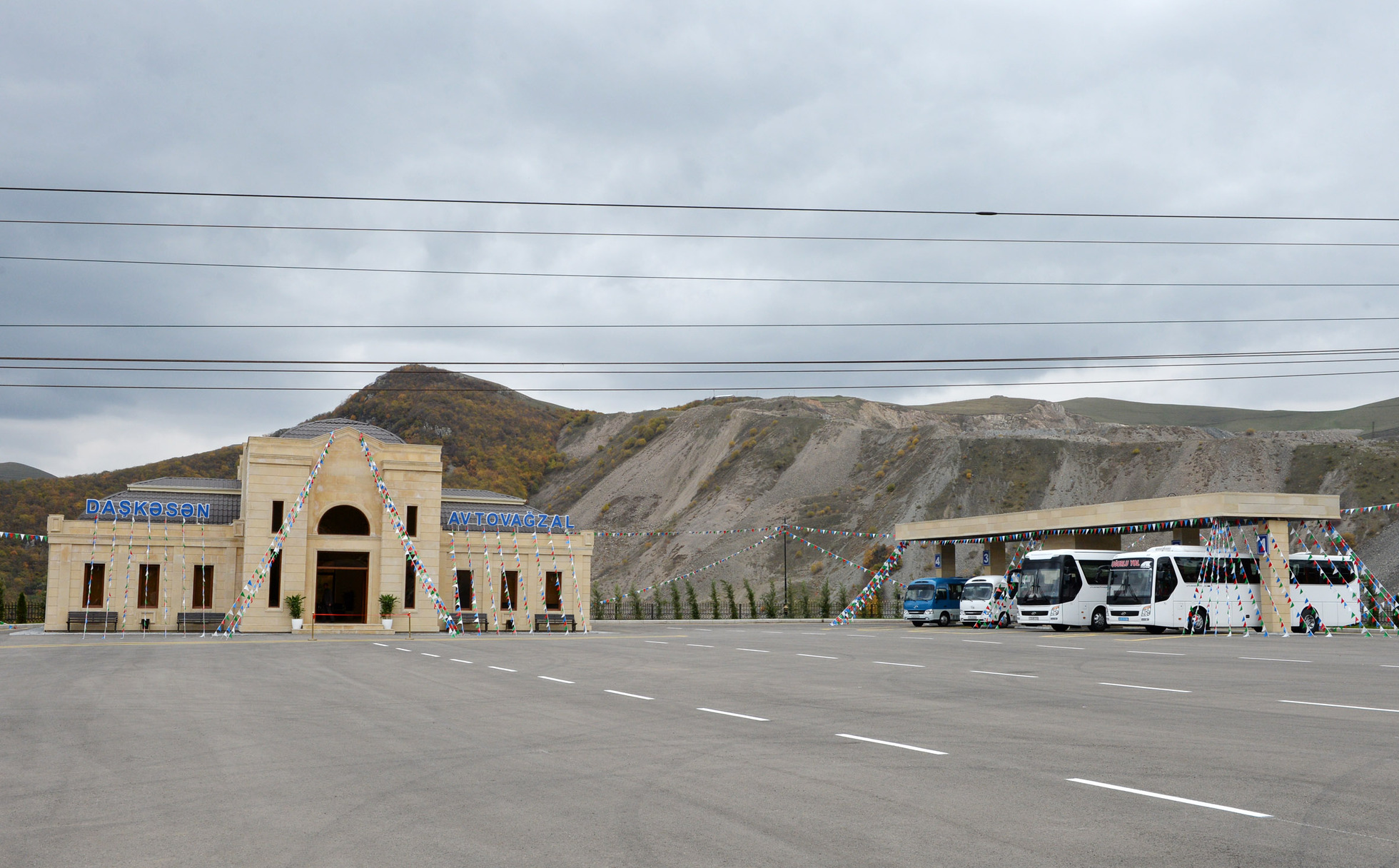
Автовокзал міста Дашкесан
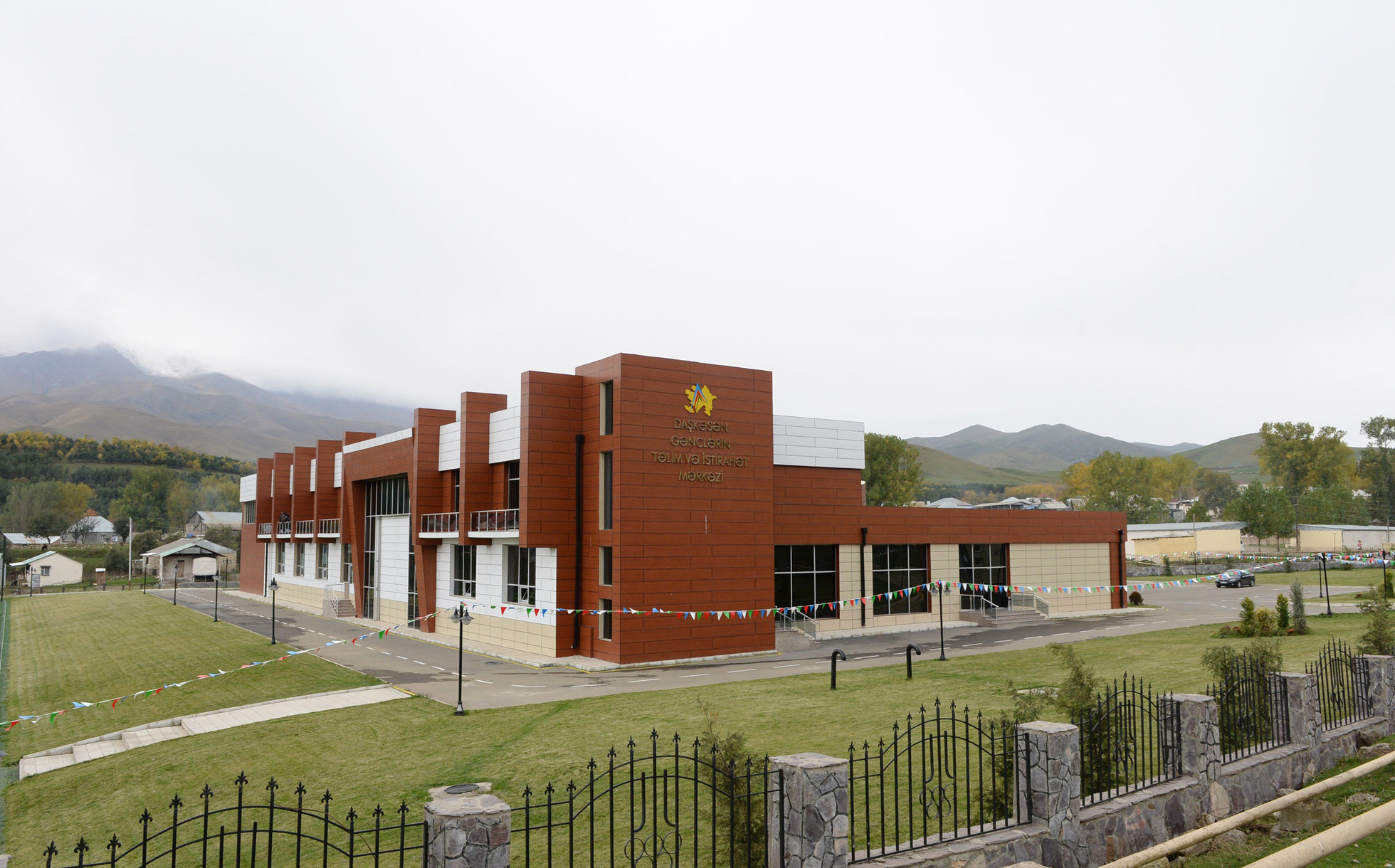
Молодіжний центр